# St. Sebastian (Rummeltshausen)

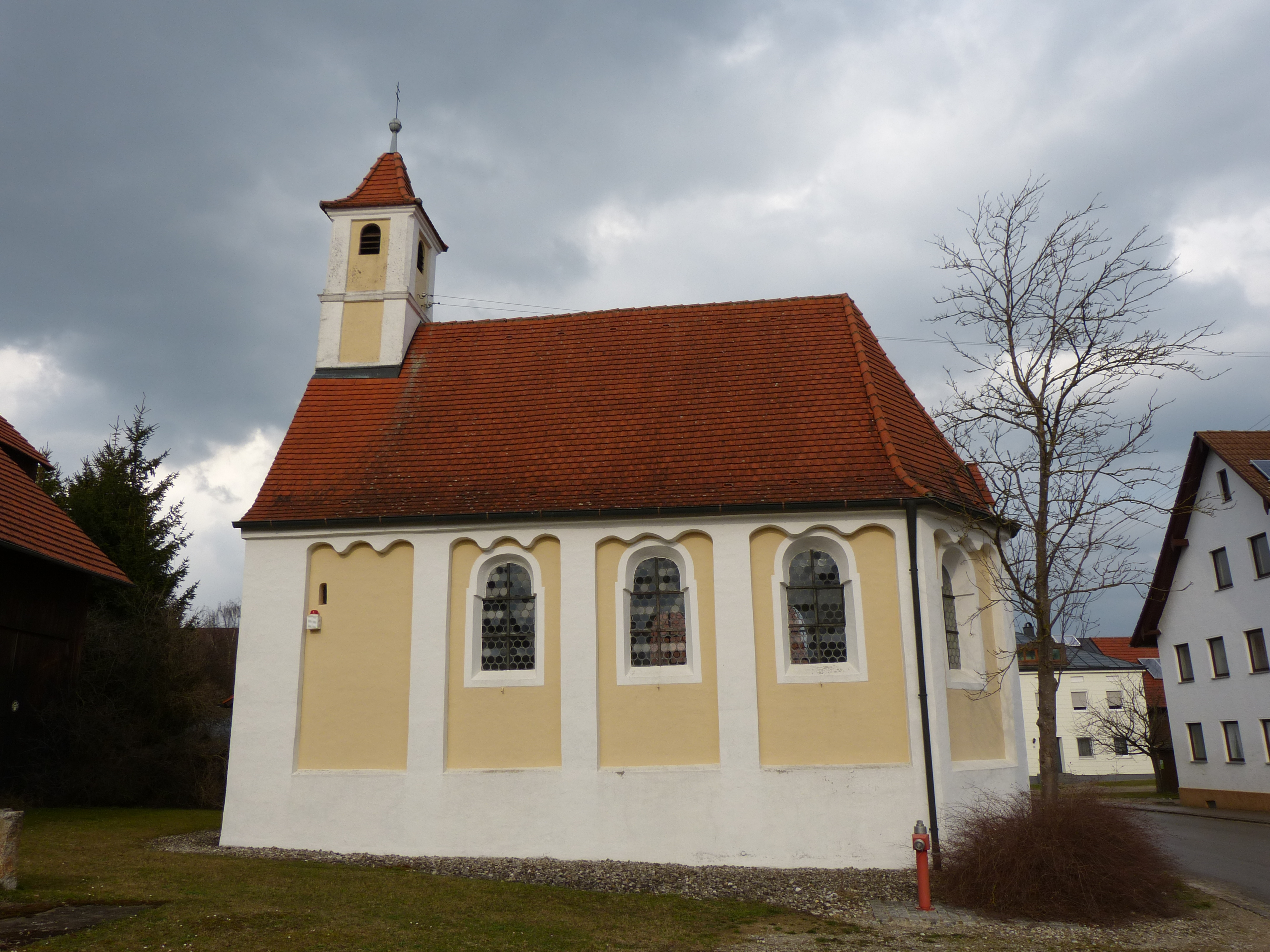
St. Sebastian in Rummeltshausen

St. Sebastian ist eine römisch-katholische Kapelle im oberschwäbischen Rummeltshausen, einem Teilort von Westerheim. Die Kapelle steht in der Mitte des Straßendorfes. Sie wurde 1584 erbaut und 1628 um zwölf Schuh nach Westen und um ein Türmchen erweitert.

## Baubeschreibung

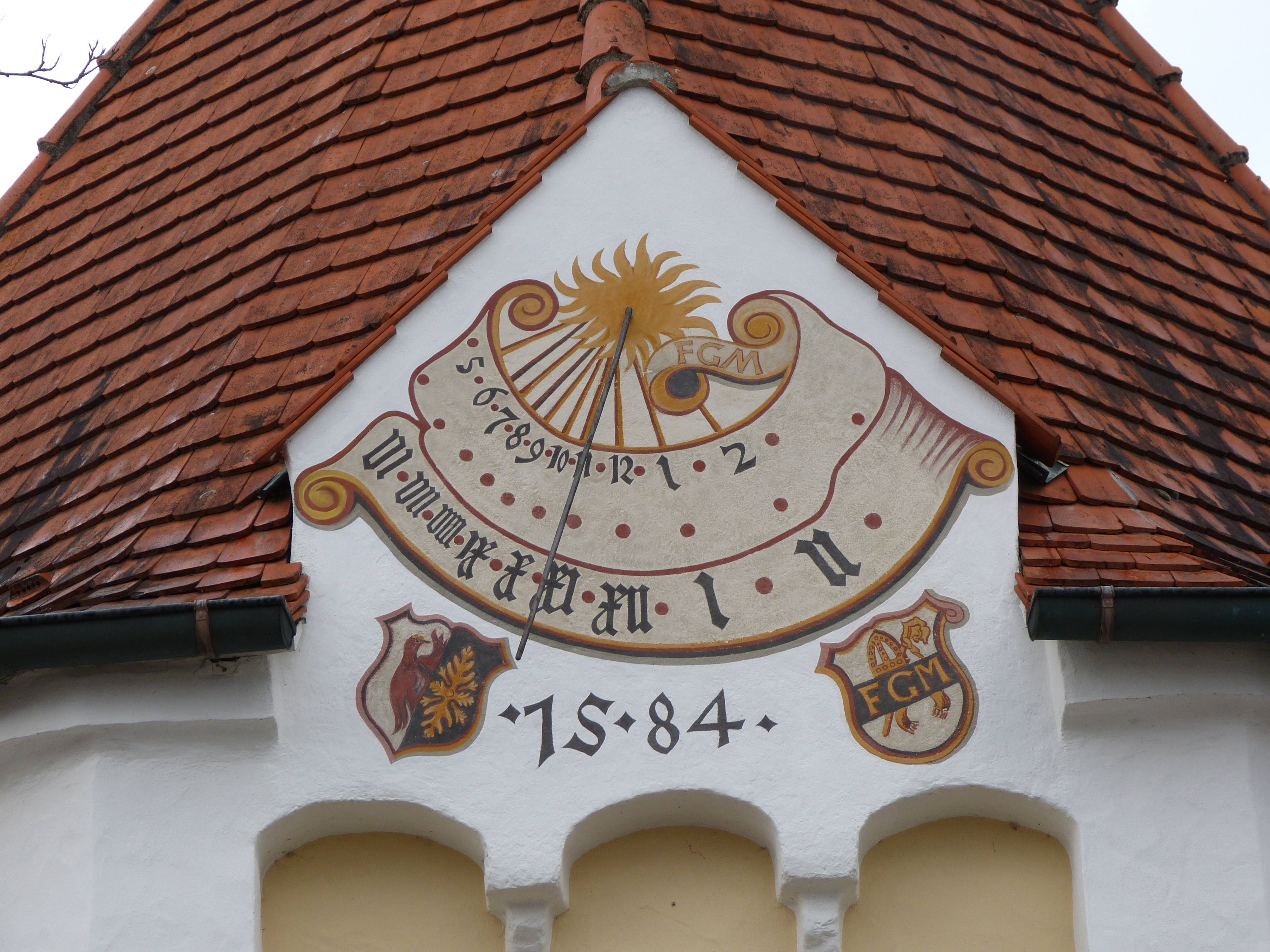
Sonnenuhr an der Ostseite der Kapelle

Der Putzbau ist als Saal zu drei Fensterachsen mit einem 3/8-Schluss gestaltet. Er besitzt eine einheitliche Flachdecke sowie an der Westseite eine Holzempore. Die Fenster haben abgesetzte Rundbögen. Die äußere Lisenengliederung verläuft unter der Friestraufe, die aus Rundbogen, Korbbogen und Eselsbogen besteht. Über der Chorstirnwand befinden sich im Giebel eine Sonnenuhr und das Wappen des Ottobeurer Abtes Gallus Memminger mit der Jahreszahl 1584. Den durch Mauerbänder gegliederten Westgiebel krönt ein zweigeschossiges, vierseitiges Türmchen mit einem Zeltdach. Im Westen befindet sich unter einem Schutzdach der stichbogige Eingang.

## Ausstattung

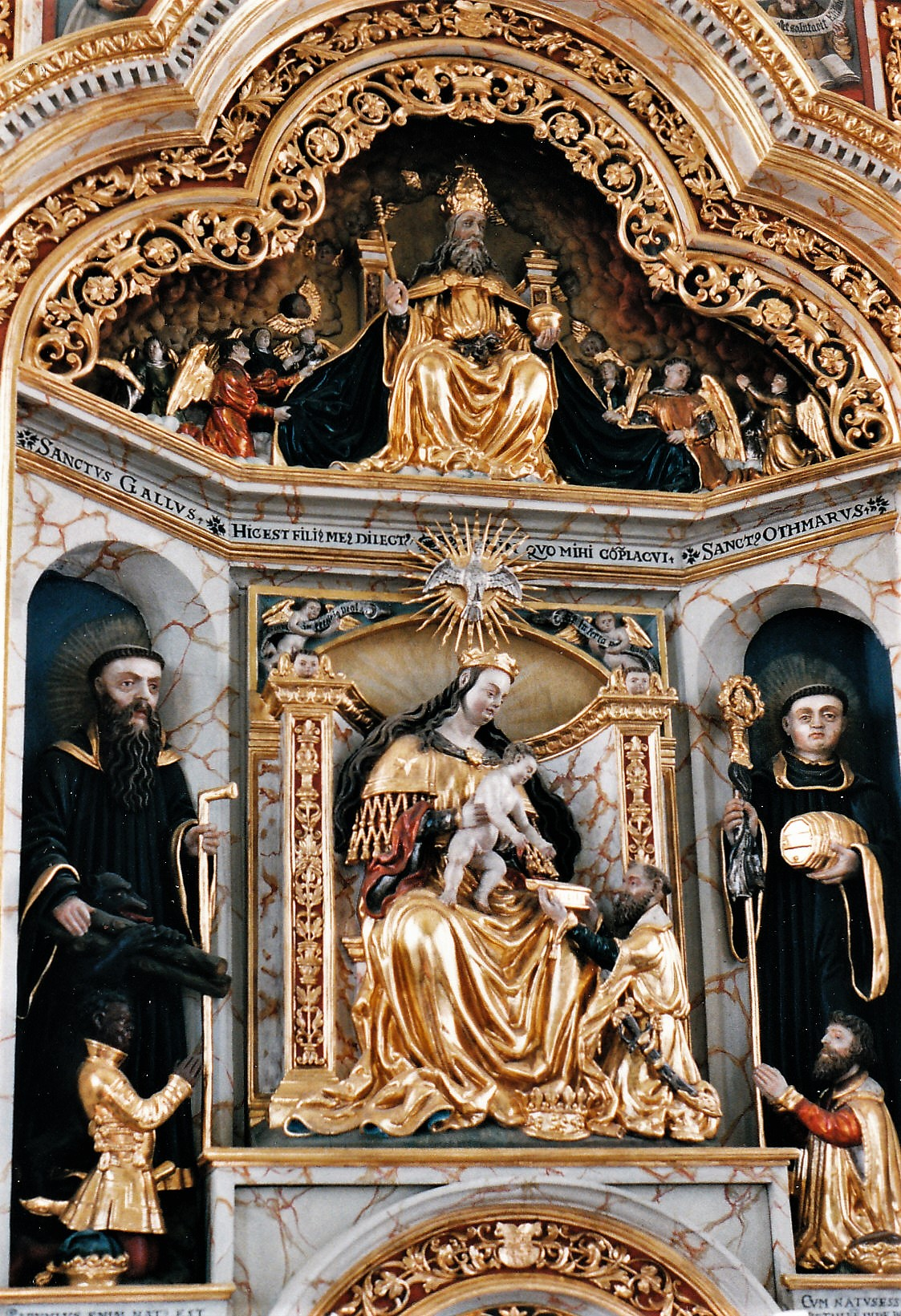
Zentrum des Hochaltars

Der Renaissance-Hochaltar ist mit „FCK“ für Abt Caspar Kindelmann und der Jahreszahl „1572“ bezeichnet. Er wurde angeblich nach einer nachträglich angebrachten und heute nicht mehr vorhandenen Inschrift von diesem 1569 gestiftet. Ergänzungen fanden 1906 durch Karl Port statt. Die Schnitzarbeiten stammen vermutlich von dem Memminger Bildhauer Thomas Heidelberger. Der Flügelaltar ist farbig gefasst und besitzt ein vergoldetes Rankendekor. Im kleeblattbogigen Schrein befindet sich ein Relief der Muttergottes mit den Drei Königen, darüber Gottvater. Darunter sind die Heiligen Gallus und Othmar zu sehen. An den Innenseiten der Flügel zeigen Reliefs links die Verkündigung und die Anbetung der Hirten, rechts Mariä Reinigung und die Darstellung Jesu im Tempel. Reste von Malereiene rechts außen haben drei neutestamentliche Darstellungen zum Inhalt. Neben dem Bogenabschluss des Schreins sind auf zwei rundbogigen Gemäldefeldern  Mariä Geburt und Mariä Tempelgang dargestellt. Der dreiteilige Altarauszug ist durch Vorlagen gegliedert. In einem Gemäldefeld im erhöhten Mittelteil ist ein Bild des Marientods zu sehen, links daneben die Begegnung an der Goldenen Pforte und rechts die Heimsuchung Mariens. In der Predella befinden sich drei Reliefs in rundbogigen Nischen. Die linke zeigt, wie Herodes den Kindertod befiehlt, die Ermordung der unschuldigen Kinder ist in der Mitte zu sehen. Rechts ist die Flucht nach Ägypten abgebildet.
Die Kanzel ist ein marmorierter Holzaufbau vom Anfang des 18. Jahrhunderts. Der polygonale Korb ist durch Freisäulen gegliedert. Der Schalldeckel trägt einen Volutenaufsatz. Der 14 Bilder umfassende Kreuzweg mit ausgesägten Holztafeln in Form von Rocaillekartuschen wurde um 1770 bis 1780 geschaffen. Die Pestheiligen Rochus und Sebastian sind gefasste Holzfiguren und stammen aus dem dritten Viertel des 17. Jahrhunderts, die beiden Prozessionsstangen mit gefassten Holzfiguren aus der ersten Hälfte des 18. Jahrhunderts.